# 曹本榮
曹本榮（1621年—1665年），字欣木、木欣、伯安，號厚菴、厚庵，湖廣承宣布政使司黃州府黃岡縣（今湖北省黃岡縣）人，清朝政治人物。進士出身。

## 生平
順治六年（1649年）己丑科進士，改庶吉士。順治八年，授秘書院編修。順治十年，升任右春坊右贊善兼國子監司業。順治十一年，任右春坊右中允。順治十二年，任日講官。順治十三年，升任秘書院侍講、左春坊左庶子兼侍讀。
順治十四年（1657年），任順天鄉試正考官，九月，充經筵講官，十一月，順治丁酉科順天科場案審結，以失察同考官作弊，部議革職，獲順治帝寬宥。順治十八年，升翰林院侍讀學士，改國史院侍讀學士。康熙四年，因病辭職歸鄉，死於揚州。有子曹宜溥。

## 延伸阅读
[在维基数据编辑]
 《清史稿·卷480》，出自趙爾巽《清史稿》